# سفارة فنلندا في اليابان
سفارة فنلندا في اليابان هي أرفع تمثيل دبلوماسي لدولة فنلندا لدى اليابان. تقع السفارة في وهي تهدف لتعزيز المصالح الفنلندية في اليابان.

## وصلات خارجية
- الموقع الرسمي
- قائمة سفارات فنلندا
- قائمة السفارات في اليابان